# Volvo V70 (1996)
La Volvo V70 I gen. è la prima generazione della Volvo V70, un'autovettura di fascia alta prodotta dal 1996 al 2000 dalla casa automobilistica svedese Volvo.

## Profilo e storia

### Genesi e debutto
Nel 1991 viene lanciata la Volvo 850, auto innovativa per la casa automobilistica di Göteborg in quanto prima grande automobile Volvo ad avere la trazione anteriore e il motore montato in posizione trasversale. Inoltre con questa autovettura ha debuttato il blocco motore a 5 cilindri in linea interamente in alluminio che ha equipaggiato gran parte delle autovetture Volvo successive.
Grazie a queste caratteristiche innovative la Volvo 850 ha conosciuto un grande successo commerciale in tutto il mondo. Ad ogni modo nel 1996, a 5 anni dal debutto, si decide di proporre un moderato restyling e di uniformare in questa occasione il modello alle nuove denominazioni della gamma Volvo. 
Il nuovo nome rispecchiava l'intenzione della Volvo di nominare le proprie autovetture in base al tipo di carrozzeria, nello specifico, S per le berline (sedan), V per le station wagon (versatility), C per le coupé e le cabriolet e XC per i veicoli a carattere fuoristradistico.
Di conseguenza il modello 850 viene sdoppiato in due versioni S e V; viene poi aggiunto il suffisso ‘70’ ad indicare il piazzamento nella gamma al di sopra della serie ‘40’ che aveva debuttato l’anno precedente.
La nuova autovettura viene presentata ai mercati nel novembre 1996, per poi essere commercializzata a partire dal mese successivo.

### Design e interni
Le linee esterne sono sostanzialmente quelle della Volvo 850 station wagon ma vengono leggermente modificati il frontale (diversa mascherina e fari modificati con frecce bianche), i paraurti (più arrotondati, senza striscia in gomma e completamente in tinta) e la coda (gruppi ottici dal differente disegno e con indicatori di direzione bianchi). Anche gli interni sono molto simili a quelli del modello precedente anche se la plancia e i pannelli porta vengono ridisegnati con forme meno spigolose. Vengono poi modificati i sedili, i rivestimenti e il disegno di alcuni comandi. Nonostante a prima vista il nuovo modello possa risultare molto simile al precedente, in totale i cambiamenti sono stati oltre 1800.
Inoltre, la dotazione di serie della V70 è stata migliorata rispetto all'850 con l’introduzione di serie di specchietti esterni regolabili elettricamente e riscaldati, chiusura centralizzata con radio telecomando, alzacristalli elettrici, servofreno con ABS, quattro airbag e pretensionatori per i sedili anteriori.

### Struttura meccanica e motori
La meccanica riprende esattamente quella della Volvo 850 (piattaforma P80), quindi con motore anteriore trasversale, trazione anteriore o integrale e cambio manuale (a 5 rapporti) o automatico a 4 velocità fornito dalla Aisin.
I motori benzina inizialmente sono gli stessi del modello precedente, ovvero declinazioni differenti dello stesso basamento interamente in alluminio a cinque cilindri in linea, in particolare di 2.0 e 2.3 litri. Notevoli le prestazioni delle versioni dotate di turbocompressore, soprattutto quelle denominate R. Per quanto riguarda i motori diesel, invece l’unica unità disponibile rimane il 2.5 di origine Volkswagen.
Come di consueto per la casa di Göteborg, grande attenzione viene posta dal punto della sicurezza, con ABS ed airbag frontali e laterali (SIPS) di serie per tutta la gamma. Con l’aggiornamento di fine 1998, poi tali dispositivi vengono aggiornati e di serie per tutta la gamma troviamo anche il controllo di trazione (STC) e un sistema per la limitazione del colpo di frusta (WHIPS).
Nel 1998 EuroNCAP ha valutato la S70 (variante berlina della V70) assegnandole quattro stelle su quattro per la protezione degli occupanti adulti. L'S70 ha ottenuto 7 punti su 16 nel test frontale, 16 su 16 nel test laterale, e 2 su 2 nel test del palo. L'S70 ha ricevuto un totale di 25 su 37 punti e quindi quattro stelle (25–32) nella valutazione di EuroNCAP.

### Evoluzione

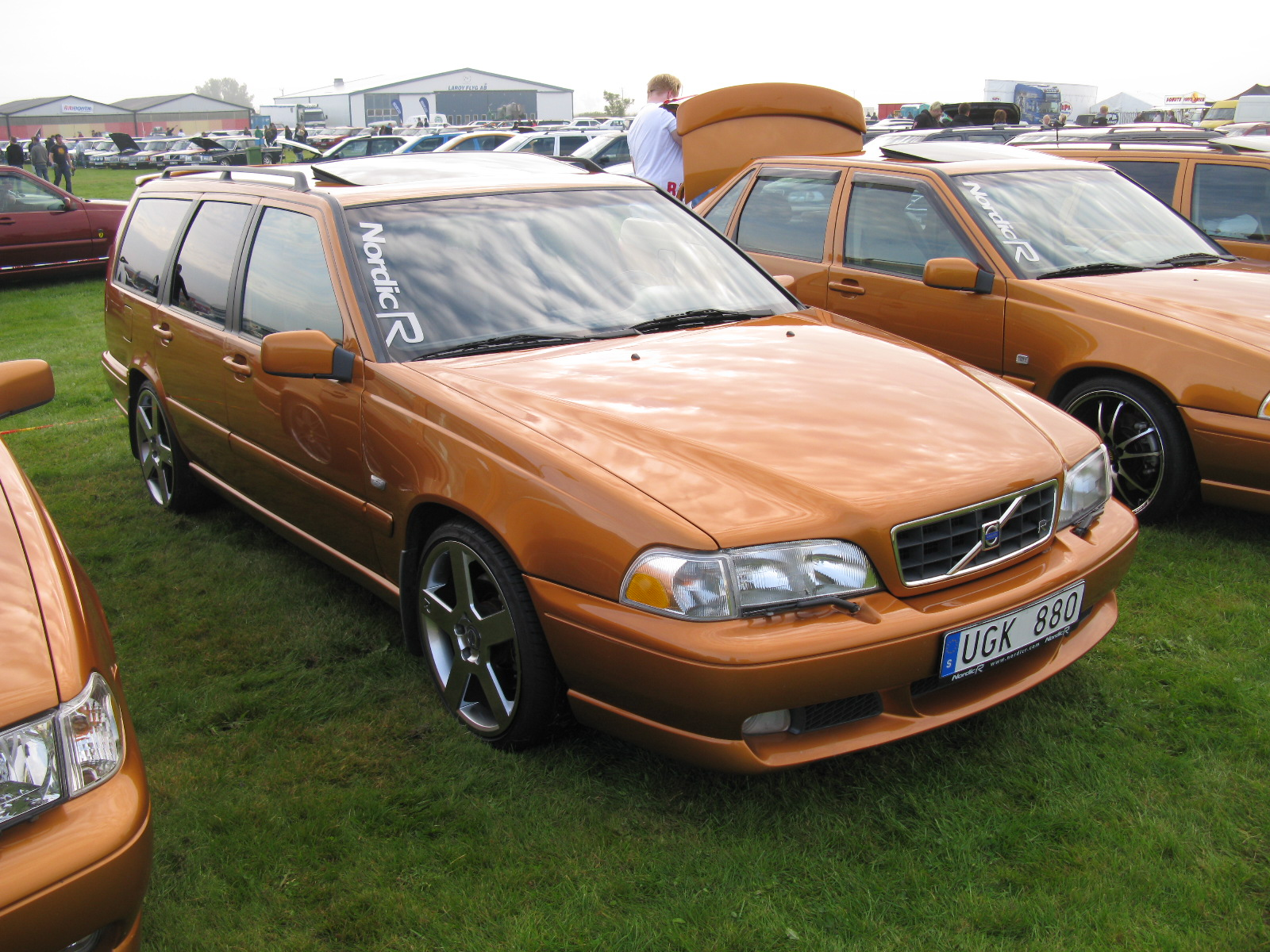
Una Volvo V70 R AWD

Nel maggio 1997 vengono presentati le versioni R che si pongono al vertice della gamma per le elevate prestazioni. La caratterizzazione estetica prevede interni specifici in pelle e alcantara con cuciture contrasto, quadro strumenti a fondo blu, paraurti ridisegnati nonché colorazioni e cerchi in lega specifici. Varie sono le motorizzazioni proposte; si tratta comunque di elaborazioni delle versioni Turbo del 5 cilindri volte ad ottenere una maggiore potenza. I cambi disponibili sono sia manuali sia automatici, mentre la trazione può essere anche integrale per alcune motorizzazioni.  
Nel settembre 1997 viene introdotta la V70XC (denominata in altri mercati anche come V70 Cross Country , V70 AWD Cross Country o V70 Cross Country AWD). Tale versione si differenzia dalla V70 normale per la presenza di paraurti maggiorati in plastica grezza, di sospensioni rinforzate con altezza maggiorata (+35mm rispetto alle V70 standard) e di dettagli specifici, come le barre sul tetto di nuovo disegno, alcuni dettagli interni e la possibilità di ottenere la carrozzeria bicolore. Tutte le versioni sono dotate di trazione integrale, mentre per quanto riguarda i motori l’unica unità disponibile è il 2.4i T5, anche se in alcuni mercati, come quello italiano è stata proposta per brevi periodi anche nella versione 2.0i T.
Verso la fine del 1997 vengono poi introdotte le versioni bifuel per la V70, con doppia alimentazione benzina-metano. Lo switch tra le due alimentazioni è possibile anche durante la guida premendo un pulsante. A causa del grande serbatoio del gas naturale (95 litri), tuttavia, il bagagliaio disponibile è stato ridotto di circa la metà. Tali versioni presentano poi un equipaggiamento dedicato rispetto alle altre V70; per esempio l'indicatore della temperatura dell'acqua di raffreddamento è sostituito da un indicatore di livello per il serbatoio del metano, mentre non sono disponibili alcuni optional, come le sospensioni sportive.
Alla fine del 1998 vengono apportate alcune modifiche estetiche di dettaglio: un nuovo logo Volvo per la griglia del radiatore, mancorrenti sul tetto modificati e la rimozione degli adesivi sui bordi neri sulle porte posteriori. Più sostanziosi invece i miglioramenti di tipo tecnico: i motori ricevono leggeri aggiornamenti e vengono adeguati alla normativa Euro 3 mentre le trasmissioni automatiche presentano ora una logica di funzionamento di tipo adattativo. Dal punto di vista della sicurezza, Volvo ha migliorato gli airbag del sistema SRS introducendo una logica di attivazione a due stadi per gli airbag anteriori e l'airbag laterale di seconda generazione con sistema di protezione dagli impatti laterali (SIPS-BAG II), il cui volume è stato aumentato per offrire una migliore protezione. Inoltre è stato introdotto nella dotazione di serie un sistema di protezione dal colpo di frusta (WHIPS). Infine, il sistema di frenatura antibloccaggio (ABS) è stato aggiornato da un sistema a tre canali a uno a quattro canali ed è stato introdotto un controllo di trazione aggiornato ora chiamato STC (Stability Traction Control). 
Agli inizi del 2000, vengono apportate novità ai cambi automatici (ora a 5 marce) e ai motori a benzina (ora tutti con 20V e con acceleratore drive-by-wire). Tuttavia, la gamma inizia ad essere progressivamente ridotta poiché nello stesso anno, viene lanciata la prima V70 completamente nuova, la Volvo V70 (2000).

## Motorizzazioni
| Modello         | Disponibilità   | Tipo    | Cilindrata (cm³) | Potenza         | Coppia Massima (Nm) | 0–100 km/h (secondi) | Velocità max (Km/h) | Consumo medio (Km/l) |
| 2.0i 10V        | 12.1996-04.1999 | benzina | 1984             | 93 KW (126 CV)  | 170                 | 12,5                 | 190                 | 10,0                 |
| 2.0i T 20V      | 12.1996-11.1999 | benzina | 1984             | 132 KW (179 CV) | 220                 | 10,2                 | 205                 | 8,3                  |
| 2.0i T5 20V     | 12.1996-11.1999 | benzina | 1984             | 166 KW (226 CV) | 310                 | 8 0                  | 230                 | 8,3                  |
| 2.0i R 20V      | 07.1997-04.1999 | benzina | 1984             | 166 KW (226 CV) | 310                 | 8,0                  | 230                 | 9,1                  |
| 2.3i T5 20V     | 12.1996-11.1999 | benzina | 2319             | 176 KW (239 CV) | 330                 | 7,3                  | 235                 | 8,3                  |
| 2.3i R 20V      | 07.1997-04.1999 | benzina | 2319             | 184 KW (250 CV) | 350                 | 6,8                  | 250                 | 9,1                  |
| 2.4i 20V        | 04.1999-01.2000 | benzina | 2435             | 103 KW (140 CV) | 220                 | 10,1                 | 200                 | 11,1                 |
| 2.4i 20V Bifuel | 11.1998-01.2000 | metano  | 2435             | 103 KW (140 CV) | 220                 | 11,0                 | 200                 | 11,1                 |
| 2.4i T5 20V AWD | 12.1996-11.1999 | benzina | 2435             | 142 KW (193 CV) | 270                 | 8,5                  | 220                 | 11,1                 |
| 2.4i R 20V AWD  | 04.1999-11.1999 | benzina | 2435             | 195 KW (265 CV) | 350                 | 7,4                  | 245                 | 8,3                  |
| 2.5 TDI         | 12.1996-01.2000 | diesel  | 2460             | 103 KW (140 CV) | 290                 | 9,8                  | 220                 | 12,5                 |